# مسجد الإمام الحسين (باكو)
مسجد الإمام الحسين أو مسجد أشوموف (بالأذرية: İmam Hüseyn məscidi)‏، بالإنجليزية: Imam Hussein Mosque (Baku)، بالروسية: Мечеть имама Хусейна (Баку)، بالفارسية: مسجد امام حسین (باکو): هو معلم تاريخي ومعماري يعود تاريخه إلى القرن التاسع عشر. يقع في مدينة باكو، أذربيجان.
تم إدراج المسجد في قائمة المعالم التاريخية والثقافية المحلية الهامة الغير منقولة، بموجب قرار مجلس وزراء جمهورية أذربيجان بتاريخ 2 أغسطس 2001، برقم 132.
في 2017، بدأت أعمال التجديد والترميم على نطاق واسع في المسجد.، وفي 2018، أعيد افتتاح المسجد لأداء صلاة المؤمنين.